# Алфа (група)
Вижте пояснителната страница за други значения на Алфа.
Алфа е руска рок група, основана от Сергей Саричев. През годините изпълнява както хардрок, така и естрадни песни. Първоначалното име на групата е „Команда Алфа“.

## История
През 1982 клавиристът на Круиз Сергей Саричев напуска групата, за да изпълнява собствените си песни. Саричев регистрира името „Алфа“ като творчески псевдоним и събира група, в чийто първи състав освен него влизат Виталий Дубинин (бас), Владимир Холстинин (китара) и Сергей Сафонов (ударни). В този състав Алфа записват първия си албум. Голям хит става песента „Гуляка“ по стихове на Сергей Есенин. Групата е прослушана в Москонцерт, откъдето им разрешават да изпълняват по няколко песни в съвместни концертни. Саричев се отказва от тази идея и Алфа напускат Дубинин и Сафонов.
На тяхно място са поканени Алик Грановский и Игор Молчанов, които след няколко години ще свирят заедно в Ария и Мастер. През 1984 е записан вторият албум, носещ името „Бега“. Той съдържа повече хардрок композиции, но не постига успеха на дебютния албум на групата. Стремежът на Грановский и Холстинин към по-тежка музика ги кара да отидат във ВИА Поющие сердца, а на следващата година двамата основават Ария. След разпада на групата Саричев се прибира в родния си град Волжкий, където с барабаниста Сергей Ефимов записват „Альфа III“. Албумът е насочен повече към естрадата, а хит става „Я сделан из такого вещества“.
През 1986 г. Саричев за първи път от 2 години събира постоянен състав на групата. В Алфа, освен Саричев, свирят Анатолий Курносов (бас), Виталий Бондарчук (барабани) и Игор Хомич (китара). Тази формация не просъществува дълго и за участието на „Рок панорама“ Алфа свири в коренно различен състав. Саричев записва албумът „Тёплый ветер“ само с барабанист. Въпреки това, рок звученето се запазва. През 1987 Алфа започват концертна дейност и изнасят по 60 – 70 концерта на месец.
През 1989 Саричев напуска групата и с жена си Марина Журавльова емигрират в САЩ. Групата просъществува още 2 години, издавайки албумът „Здравствуй“, където вокалистка е Татяна Маркова. Албумът няма успех и Алфа се разпадат. През 1996 и 1997 албумите на Алфа са преиздадени.
Много от музикантите на „Алфа“ по-късно стават част от известни хевиметъл групи. Дубинин и Холстинин и до днес свирят в Ария, а Алик Грановский и Игор Молчанов са част от Ария до 1987 г. По-късно двамата свирят в Мастер. Сергей Кудишин и Сергей Черняков са част от „златния състав“ на Черный кофе и участват в записите на най-успешния им албум „Переступи порог“.
Сергей Ефимов е барабанист на Круиз в периода 1986 – 1990, когато групата пробива на запад и изнася концерти в много европейски държави.

## Дискография
- Гуляка (Расклейщик афиш) – 1983
- Бега – 1984
- Альфа-III – 1985
- Тёплый ветер – 1986
- Здравствуй – 1991
- Коварная обманщица – 1997